# Підколіно
Подколіно (Бойтельсбахера, Байтельсбахера, Бейтельсбахера, Козаков) — колишнє село в Україні, у Великомихайлівського району Одеської області. Нині частина села Полішпакове.

## Історія
Після російсько-турецької війни 1787—1791 рр. за Ясським мирним договором до Російської імперії перейшли землі між Дністром і Південним Бугом.
Перед урядом Російської імперії стояла проблема заселення цих земель. передбачаються вирішуватися двома способами;
1) передача порожніх земель у власність поміщикам;
2) дозвіл переселятися на ці землі козакам, колоністам і селянам-втікачам.
Землі, де виник населений пункт Подколіно (хутір Подколін) були подаровані Ф. І. Сандерсу (1792) і 1803 по купчої передані дворянину Павлу Брашевану (він заснував с. Брашеванівка).
Перша згадка про хутір Подколін сходить до позначенні на трехверстової карти Ф. Ф. Шуберта, вони робили свої зйомки з 1846 по 1863 рр. У цей проміжок часу могла робитись карта місцевості. Виправлення в карті зроблені на основі рекогностування 1869 року.
На карті позначено наявність млин і зерносховище, а також 6 дворів жителів
У 1859 році на власницькому хуторі Подколіна 1-го стану (станова квартира — містечко Понятівка) Тираспольського повіту Херсонської губернії при безіменній балці, було 8 дворів, в яких мешкало 15 чоловік і 23 жінки.
1865 році поряд з хутором проходить залізниця, таким чином роблячи використання землі навколо більш економічно вигідним і привертає німецьких колоністів, що надалі призводить до виникнення німецьких хуторів Байтельбахера, Паідельшпак і Сутера. Лютеранський хутір. Лютеранський прихід Гофнунґсталь. Мешканці: 64 (1926).
У 1887 році на хуторі Подколін Гор'ївської волості Тираспольського повіту Херсонської губернії мешкало 16 чоловіків та 19 жінок.
Станом на 20 серпня 1892 року при хуторі Підколіне (Чекал.) 2-го стану були землеволодіння (80 десятин) Толмачевського Павла Івановича.
На 1896 рік на хуторі Підколін Гор'ївської волості Тираспольського повіту Херсонської губернії при балці Свиній, було 25 дворів, в яких мешкало 155 людей (75 чоловік і 80 жінок).
На 1 січня 1906 року у селищі Підколін Гофнунгстальської волості Тираспольського повіту Херсонської губернії, яке розташоване на балці Свиній, були дрібні землевласники та десятинники; проживали малороси; існували колодязі й 3 става; 25 дворів, в яких проживало 132 людини (63 чоловіків і 69 жінок).
Всі православні були прочанами Брашувановської Покровської церкви (побудованої 1807 рік).
Юридичні взаємовідношення з поміщиком будувалися на оплату десятини від врожаю. Земля перебувала в оренді.
На 1916 рік на хуторі Байтельбахера (Подколинъ) Цебриковської волості Тираспольського повіту Херсонської губернії, мешкало 70 людей (31 чоловік і 39 жінок). На хуторі Подколинъ мешкало 165 людей (75 чоловік і 90 жінок). На хуторі Суттера мешкало 25 людей (10 чоловік і 15 жінок).
Топографічна карта 1917 року нам показує існування Подколины, х-ра Пришпакъ (в майбутньому — Петрівське), х-ра Сутера (пізніше — територія тракторної бригади с. Наливайкове), х. Лакъ (зараз Наливайкове)
Станом на 28 серпня 1920 р. в селищі Подколіне (Подколін) Цебриковської (Гофнунгстальської) волості Тираспольського повіту Одеської губернії, було 32 домогосподарства. Для 30 домогосподарів рідною мовою була російська, 1 — німецька. В селищі 170 людей наявного населення (85 чоловіків і 85 жінок). Родина домогосподаря: 74 чоловіків та 75 жінок (родичів: 7 і 7; наймані працівники і прислуга: 1 чол.; мешканці та інші: 3 і 3 відповідно).
Карта Одеської губернії 1920 року (трьохверстка) показує нам існування х. Подколины, х. Козаков (у минулому — Пришпакъ (Паідельшпак), пізніше — Петрівське), х. Сутера, х. Козака (зараз — Козакове), х. Амона (на південний схід від сучасного села Наливайкове) у складі Цебриковської волості Тираспольського повіту.
Коли в 1923 р утворилася Одеська округа Одеської губернії Подколіно в складі Цебриківського району стало сільрадою. Куди увійшли Козакова, Бойсбахера і Сутера. Але політика влади була спрямована на те, щоб витісняти етнічних німців в Казахстан і на Далекий Схід і з 1924 починають переселяти жителів Київської, Подільської та Волинської областей. В Петровське-17 сімей або 74 людини, Козакова 51 сім'я 222 чоловік і Наливайко 42 сім'ї 222 чоловік. Можливо це наслідки німецького повстання 1919 р
Топографічна карта, яка малювалась у 1931-1932 рр., показує нам існування Подколины, Пришпак, Казаков, х-ра Сутара, Наливайко, Раковский (зараз частина передостаннього).
Адміністративна карта Одеської області 1937 року нам показує існування Подколіно (центр сільради), Козаково, Сутера, Поливайка (сучасне Наливайкове).
На 1 вересня 1946 року до складу Підколінської сільської ради входили: с. Козакове, с. Підколінне, х. Наливайкове.
Станом на 1962 р. Петрівське отримує статус сільради; 12 вересня 1967 р. до нього приєднано село Подколіне.

## Декомунізація
Раніше на сайті Верховної Ради було зафіксовано, що Полішпакове виникло у 1900 р, потім 1902 року воно перейменоване в Підколіно, а з 1915 року існує як село Петрівське.
На підставі цього твердження ніякого перейменування не повинно бути. Але сайт Верховної Ради є не надійним джерелом в історичних питаннях, тим паче хронологічних. Гучний приклад датування появи деяких сіл Роздільнянського району 1924-м роком, хоча історичні джерела показують статистичні дані по цим населених пунктах за 1916 рік і раніше — Велізарове, Гетьманці, Кошари, Парканці тощо.
Енциклопедичне видання Історія міст і сіл Української РСР подає 1923 рік, як дату заснування с. Петрівське «переселенцями з центральних районів України».
Полішпаково (у минулому — хутір Пришпак, хутір Козаків, Петрівське), як окремий населений пункт існувало паралельно з Підколіно (у минулому — хутір Байтельбахера) до 1964 року. Це наочно ілюструють військові топографічні карти, зокрема, 1917, 1920, 1931-32 рр.
Село Петрівське отримало назву на честь Григорія Петровського — радянського державного і політичного діяча, причетного до організації Голодомору (1932—1933) — особа яка підпадає під закону про декомунізацію. Оскільки місцеві органи влади (Полішпаківська сільська рада) з 21 травня до 21 листопада 2015 року не спромоглися провести громадські слухання серед селян і надати свої пропозиції Верховній Раді, щодо перейменування села Петрівське, це право перейшло до Українського інституту національної пам'яті, який на власний науковий розсуд визначило нову назву.
Предметні жителі хочуть подати в суд з приводу помилкового перейменування. Такий позов заздалегідь програшний, оскільки не підкріплений історичною джерельною базою, а базується лише на чутках.